# Ровеньківська міська рада
Ровенькі́вська міська́ ра́да — орган місцевого самоврядування в Луганській області. Адміністративний центр — місто обласного значення Ровеньки.

## Загальні відомості
- Ровеньківська міська рада утворена в 1934 році.
- Територія ради: 217,08 км²
- Населення ради: 84 007 осіб (станом на 1 листопада 2012 року)
- Територією ради протікає річка Ровеньок.

## Адміністративний устрій
Міській раді підпорядковані:
- м. Ровеньки
- Дзержинська селищна рада
  - смт Любимівка
- Кленова селищна рада
  - смт Кленовий
  - смт Великокам'янка
  - с. Коробкине
  - с-ще Покровка
- Михайлівська селищна рада
  - смт Михайлівка
  - смт Гірник
  - смт Тацине
- Нагольно-Тарасівська селищна рада
  - смт Нагольно-Тарасівка
  - с. Березівка
- Новодар'ївська селищна рада
  - смт Новодар'ївка
  - с-ще Валянівськ
  - с-ще Калинівка
- Пролетарська селищна рада
  - смт Картушине
  - с-ще Новоукраїнка
  - с. Залізничне
- Ясенівська селищна рада
  - смт Ясенівський
  - с. Лобівські Копальні
- Благівська сільська рада
  - с. Благівка
  - с. Грибуваха
  - с. Новодар'ївка
  - с. Платонівка
  - с. Улянівка

### Колишні населені пункти
- Великоведмеже — колишнє селище Новодар'ївської селищної ради, 3 грудня 2009 року виключене з облікових даних рішенням Луганської обласної ради.

## Склад ради
Рада складається з 36 депутатів та голови.
- Голова ради:
- Секретар ради: Буйніченко Галина Володимирівна

### Керівний склад попередніх скликань
| ПІБ                              | Основні відомості                                                       | Дата обрання | Дата звільнення |
| -------------------------------- | ----------------------------------------------------------------------- | ------------ | --------------- |
| Онасенко Олександр Олександрович | Міський голова, 1965 року народження, безпартійний                      | 26.03.2006   | 26.03.2010      |
| Єсенков Олександр Віталійович    | Міський голова, 1950 року народження, освіта вища, член Партії регіонів | 31.10.2010   | 27.09.2013      |

Примітка: таблиця складена за даними джерела

### Депутати
За результатами місцевих виборів 2010 року депутатами ради стали:

#### За суб'єктами висування
| Суб'єкт висування           | Кількість обраних депутатів | %    |
| --------------------------- | --------------------------- | ---- |
| Партія регіонів             | 31                          | 86,1 |
| Комуністична партія України | 4                           | 11,1 |
| Єдиний центр                | 1                           | 2,8  |

#### За округами
| № округу                    | Прізвище, ім'я, по батькові       | Дата визнання обраним | Освіта         | Партійна приналежність            | Відомості про обраного депутата                                                                                            |
| --------------------------- | --------------------------------- | --------------------- | -------------- | --------------------------------- | --- |
| Єдиний Центр                |                                   |                       |                |                                   | |
| 16                          | Філюшин Сергій Олександрович      | 08.11.2010            | Освіта вища    | член Єдиного Центру               | приватне підприємство, директор                                                                                            |
| Комуністична партія України |                                   |                       |                |                                   | |
| б/м                         | Уразовська Лідія Олексіївна       | 08.11.2010            | Освіта вища    | член Комуністичної партії України | пенсіонер |
| б/м                         | Луганський Василь Валентинович    | 08.11.2010            | Освіта вища    | член Комуністичної партії України | підприємець |
| б/м                         | Верведа Георгій Миколайович       | 08.11.2010            | Освіта вища    | член Комуністичної партії України | пенсіонер |
| 1                           | Данилова Ганна Василівна          | 08.11.2010            | Освіта вища    | член Комуністичної партії України | пенсіонер |
| Партія регіонів             |                                   |                       |                |                                   | |
| б/м                         | Кучеренко Аліна Юріївна           | 08.11.2010            | Освіта вища    | член Партії регіонів              | приватний підприємець |
| б/м                         | Ляшенко Олена Вікторівна          | 08.11.2010            | Освіта вища    | член Партії регіонів              | Торговельний дім «Маяк», директор                                                                                          |
| б/м                         | Дородних Сергій Михайлович        | 08.11.2010            | Освіта вища    | член Партії регіонів              | Відособлений підрозділ «Шахта імені М. В. Фрунзе» державного підприємства «Ровенькиантрацит», начальник дільниці           |
| б/м                         | Осіпов Юрій Володимирович         | 08.11.2010            | Освіта вища    | позапартійний                     | Управління охорони здоров'я Ровеньківської міської ради, заступник начальника                                              |
| б/м                         | Рак Олександр Миколайович         | 08.11.2010            | Освіта вища    | член Партії регіонів              | ТОВ «Виробниче ювелірно-комерційне підприємство „Агат“», генеральний директор                                              |
| б/м                         | Туров Олександр Анатолійович      | 08.11.2010            | Освіта вища    | позапартійний                     | Державне підприємство «Ровенькиантрацит», директор з економіки та фінансів                                                 |
| б/м                         | Яковлев Євген Іванович            | 08.11.2010            | Освіта вища    | позапартійний                     | Співробітник Управління Служби Безпеки України в Луганській області, начальник міськвідділу                                |
| б/м                         | Польжок Олена Борисівна           | 08.11.2010            | Освіта вища    | член Партії регіонів              | Управління житлово-комунального господарства Ровеньківської міської ради, заступник начальника                             |
| б/м                         | Саєвич Денис Анатолійович         | 08.11.2010            | Освіта вища    | член Партії регіонів              | приватний підприємець |
| б/м                         | Демешко Белла Сейранівна          | 08.11.2010            | Освіта вища    | член Партії регіонів              | Ровеньківська вечірня (змінна) загальноосвітня школа, вчитель                                                              |
| б/м                         | Гришина Зінаїда Григоріївна       | 08.11.2010            | Освіта вища    | член Партії регіонів              | пенсіонер |
| б/м                         | Семеніхіна Олена Володимирівна    | 08.11.2010            | Освіта вища    | позапартійна                      | Національна Рада з питань телебачення і радіомовлення, спеціаліст I категорії                                              |
| б/м                         | Юрченко Ігор Григорійович         | 08.11.2010            | Освіта середня | позапартійний                     | Відособлений підрозділ «Шахта 81Київська» державного підприємства «Ровенькиантрацит», гірник очисного забою                |
| б/м                         | Узерінов Олександр Костянтинович  | 08.11.2010            | Освіта вища    | член Партії регіонів              | ВАТ «Ровеньківське автотранспортне підприємство −10956», голова правління                                                  |
| б/м                         | Колодін Геннадій Іванович         | 08.11.2010            | Освіта вища    | позапартійний                     | Ровеньківська центральна міська лікарня, завідувач хірургічного відділу                                                    |
| 2                           | Бліадзе Давид Васильович          | 08.11.2010            | Освіта вища    | позапартійний                     | Дочірне підприємство «Ровеньківський ринок» Луганської облспоживспілки, директор                                           |
| 3                           | Холстов Петро Павлович            | 08.11.2010            | Освіта вища    | член Партії регіонів              | Ровеньківська стоматологічна поліклініка, завідувач                                                                        |
| 4                           | Федоренко Віктор Якович           | 08.11.2010            | Освіта вища    | член Партії регіонів              | пенсіонер |
| 5                           | Пономарьов Сергій Миколайович     | 08.11.2010            | Освіта вища    | позапартійний                     | Відокремлений підрозділ управління соціальної сфери ДП «Ровенькиантрацит», начальник                                       |
| 6                           | Рак Леонід Миколайович            | 08.11.2010            | Освіта вища    | член Партії регіонів              | ТОВ «Виробниче ювелірно-комерційне підприємство» «Агат», комерційний директор                                              |
| 7                           | Левченко Олена Іванівна           | 08.11.2010            | Освіта середня | член Партії регіонів              | ТОВ "Телерадіокомпанія «Ровеньківські канали телемовлення», директор                                                       |
| 8                           | Романченко Максим Вікторович      | 08.11.2010            | Освіта вища    | член Партії регіонів              | ТОВ «Макро-союз», генеральний директор                                                                                     |
| 9                           | Романенко Вікторія Геннадіївна    | 08.11.2010            | Освіта вища    | член Партії регіонів              | приватний підприємець |
| 10                          | Зеленський Олександр Григорійович | 08.11.2010            | Освіта вища    | член Партії регіонів              | пенсіонер |
| 11                          | Буйніченко Галина Володимирівна   | 08.11.2010            | Освіта вища    | позапартійна                      | Виконком Ровеньківської ради, заступник голови з політико правових питань                                                  |
| 12                          | Княжев Сергій Миколайович         | 08.11.2010            | Освіта вища    | член Партії регіонів              | Відособлений підрозділ «Шахта ім. М. В. Фрунзе» Державного підприємства «Ровенькиантрацит», директор                       |
| 13                          | Худяков Юрій Миколайович          | 08.11.2010            | Освіта вища    | член Партії регіонів              | Відокремлений підрозділ «Шахта ім. Дзержинського» Державного підприємства «Ровенькиантрацит», директор                     |
| 14                          | Тітов Володимир Миколайович       | 08.11.2010            | Освіта вища    | член Партії регіонів              | Луганське лінійно-виробниче управління «Магістральні газопроводи», оператор                                                |
| 15                          | Диковенко Олександр Миколайович   | 08.11.2010            | Освіта вища    | член Партії регіонів              | Відособлений підрозділ «Шахта ім. Космонавтів» Державного підприємства «Ровенькиантрацит», директор                        |
| 17                          | Вязовець Андрій Володимирович     | 08.11.2010            | Освіта вища    | позапартійний                     | Відокремлений підрозділ «Ґрунтова збагачувальна фабрика „Вахрушевська“» державне підприємство «Ровенькиантрацит», директор |
| 18                          | Горбенко Анатолій Михайлович      | 08.11.2010            | Освіта вища    | член Партії регіонів              | Колективне фермерське господарство «Мрія», голова                                                                          |